# Parides hahneli
Parides hahneli é uma espécie de borboleta neotropical da família dos papilionídeos (Papilionidae). É endêmica do Brasil, nos estados de Rondônia, Mato Grosso, Amazonas e Pará. O estado de conservação da espécie é variável, de "dados insuficientes" a "em perigo de extinção", conforme estimativas de 2007 e 2018.

## Descrição e ecologia
Parides hahneli possui cauda. A asa anterior tem três faixas ou manchas amarelo-acinzentadas; a asa posterior possui a mesma cor, ocupando a maior parte da asa. Uma descrição técnica é fornecida por Rothschild, W. e Jordan, K. (1906). Alimenta-se de plantas do gênero Aristolochia.

## Distribuição e habitat
Parides hahneli é uma espécie rara, com uma distribuição desigual. Sua área de ocorrência foi estimada em cerca de 189 mil quilômetros quadrados. Vive nas margens de rios arenosos situados junto aos afluentes da bacia amazônica.

## Taxonomia
Parides hahneli é um membro do grupo de espécies chabrias.
Os membros são:
- Parides chabrias[6]
- Parides coelus
- Parides hahneli
- Parides mithras
- Parides pizarro[7]
- Parides quadratus[8]

## Conservação
A União Internacional para a Conservação da Natureza (UICN / IUCN) a considera uma "espécie deficiente de dados". Anteriormente, a UICN a considerou "rara" (1986, 1988, 1990 e 1994) e "vulnerável" (1985). Em 1985, a coleta excessiva foi considerada sua principal ameaça. Em 2018, a falta de fluxo gênico e perda de habitat foram indicados como fatores de risco. Em 2007, foi classificada como em perigo na Lista de espécies de flora e fauna ameaçadas de extinção do Estado do Pará; em 2018, com a rubrica de "dados insuficientes" no Livro Vermelho da Fauna Brasileira Ameaçada de Extinção do Instituto Chico Mendes de Conservação da Biodiversidade (ICMBio). Em 5 de dezembro de 2022, foi citada na Portaria ICMBio N.º 1.145, de responsabilidade do ICMBio e do Ministério do Meio Ambiente, como uma das espécies do Pará a serem contempladas nos programas de conservação do Plano de Ação Nacional para a Conservação dos Insetos Polinizadores (vigência 2023-2027).